# Sirkeli

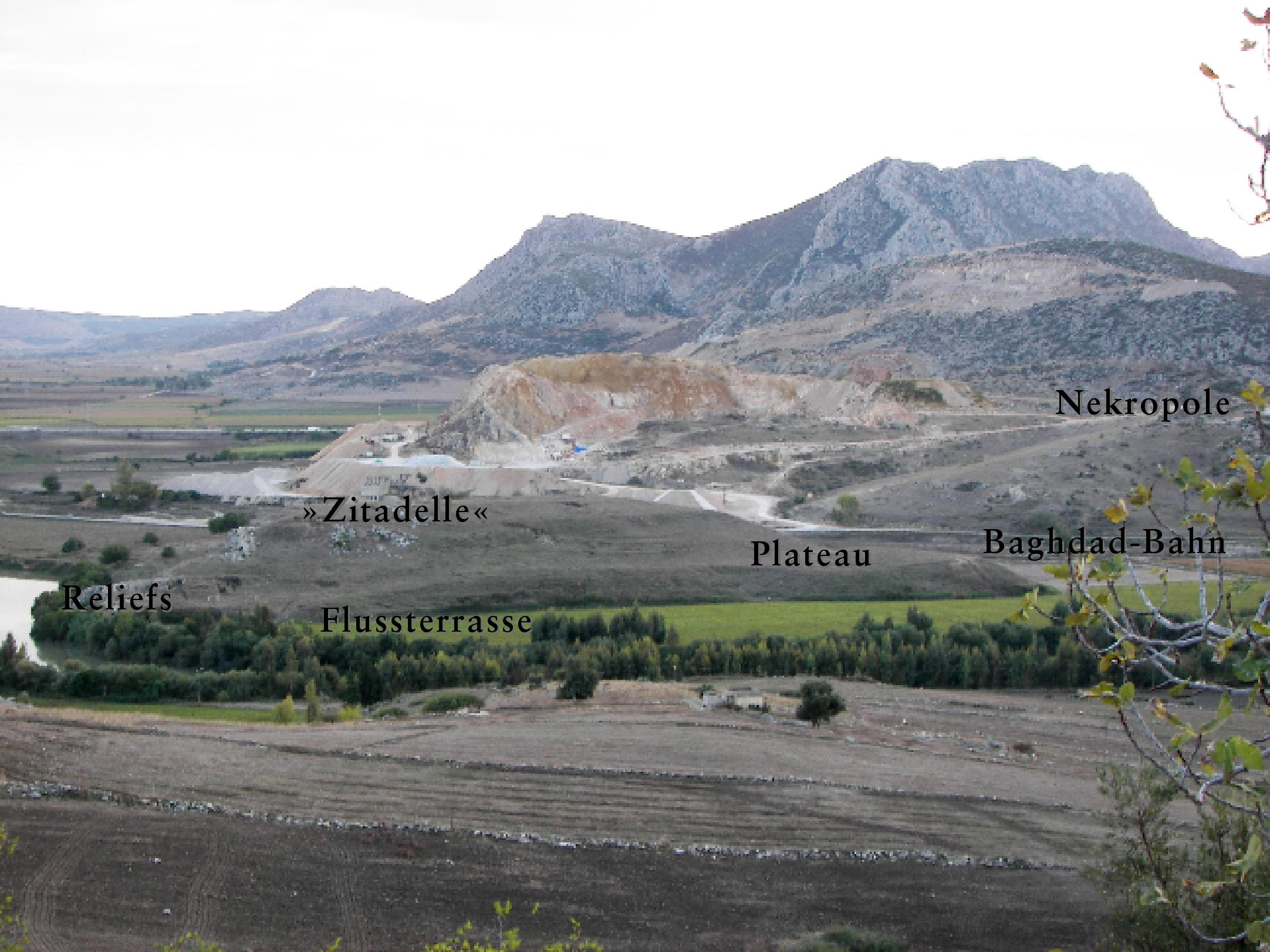
Vue du site de Sirkeli.

Sirkeli Höyük est un site archéologique de Turquie, correspondant à une ancienne cité hittite, localisé dans la province d'Adana, 40 kilomètres à l'est d'Adana près de la rivière Ceyhan. Il fait l'objet de fouilles entre des équipes turques, allemandes et suisses.

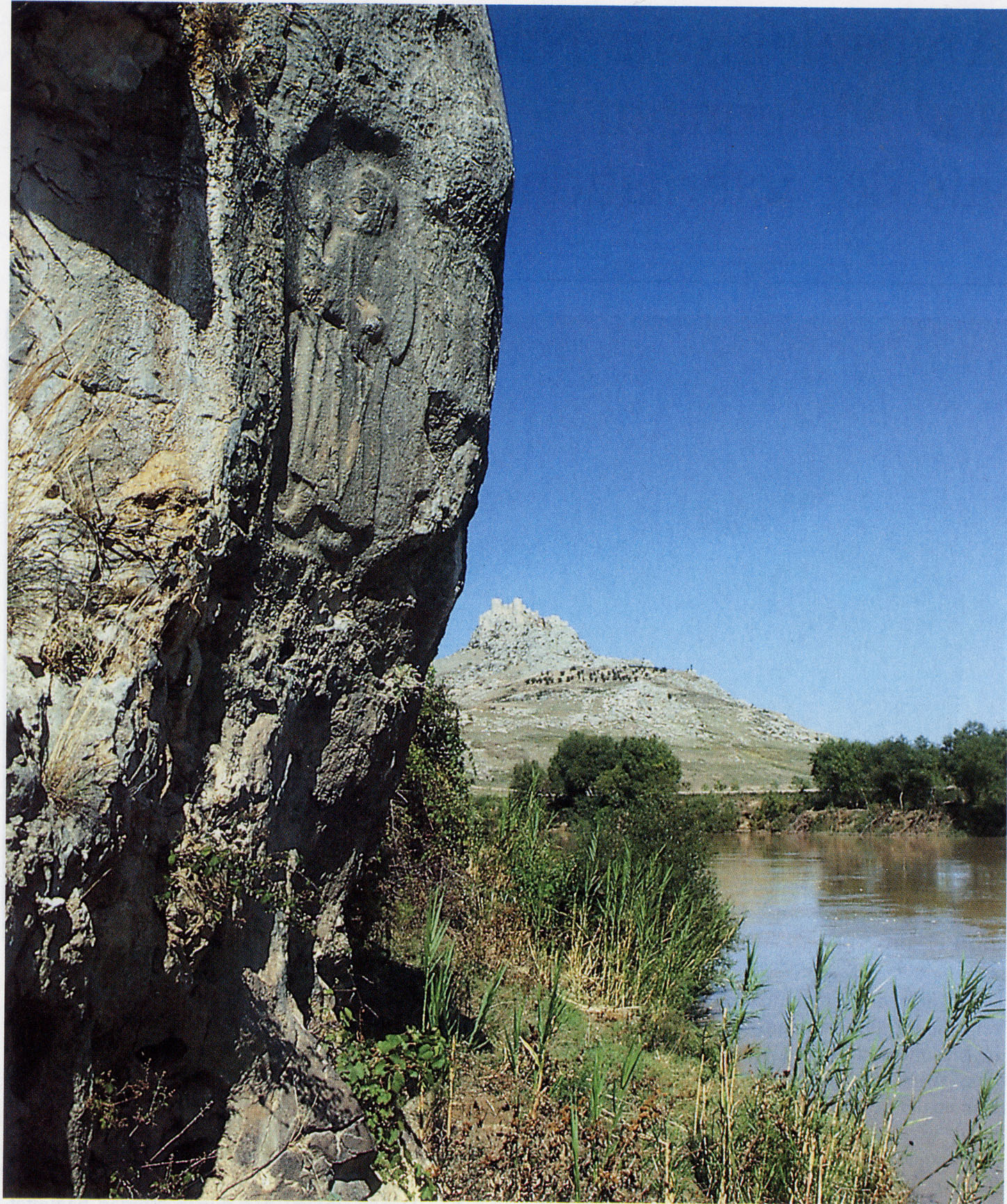
Bas-relief représentant le roi Muwatalli II.

Les plus anciennes occupations du site remontent à la période chalcolithique (c. 5000-3000 av. J.-C.). La phase la plus importante correspond à l'Âge du bronze, sous la domination hittite, notamment au XIIIe siècle av. J.-C. Le site est alors de forme ovoïde, d'environ 300 × 400 mètres. Les éléments les plus notables de cette période sont des bas-reliefs du temps du roi Muwatalli II (c. 1295-1277 av. J.-C.), qui sont les plus anciens bas-reliefs rupestres hittites connus à ce jour. Un premier représente le roi en habit de prêtre, portant le sceptre recourbé (kalmus). Un autre bas-relief, mutilé, représenterait un des fils du roi, peut-être Urhi-Teshub, ou bien Kurunta. Des installations cultuelles ont été repérées à proximité. Des traces d'occupations plus tardives ont été repérées sur le site : Âge du fer (c. 1000-700 av. J.-C.), correspondant aux périodes néo-hittite et phrygienne, puis à la période hellénistique (c. 300-150 av. J.-C.).